# Tramwaje w Braile
Tramwaje w Braile – system komunikacji tramwajowej działający w rumuńskim mieście Braiła.
Na mocy udzielonej koncesji niemieckiej firmie Helios, była ona zobowiązana do budowy sieci tramwajowej o długości 21 km. Pierwsze tramwaje w Braile uruchomiono w 1900. Do 1903 została zbudowana cała zaplanowana sieć tramwajowa. Obecnie sieć tramwajowa składa się z 19 km tras o rozstawie szyn wynoszącym 1435 mm.

## Linie
| Linia | Trasa                      |
| ----- | -------------------------- |
| 21    | Radu Negru ↔ Vidin         |
| 22    | Radu Negru ↔ Vidin         |
| 24    | Parc Monument ↔ Combinat   |
| 25    | Parc Monument ↔ Lacu Sarat |

## Tabor
Tabor eksploatowany liniowo według stanu z 3 listopada 2024 r.:
| Zdjęcie        | Typ                  | Eksploatacja od | Liczba |
| -------------- | -------------------- | --------------- | ------ |
|                | Düwag GT8            | 2005            | 3      |
|                | SGP E1               | 2008            | 3      |
|                | Lohner GT8           | 2016            | 2      |
|                | Astra Imperio Brăila | 2023            | 5      |
| Łączna liczba: | Łączna liczba:       | Łączna liczba:  | 13     |